# Lębork Mosty
Lębork Mosty – przystanek osobowy w Mostach, w województwie pomorskim, w Polsce. Został uruchomiony 1 września 2015. Obecnie zatrzymują się na nim pociągi spółek PolRegio oraz SKM kursujące pomiędzy Trójmiastem i Słupskiem.

## Ruch pasażerski
| Rok  | Wymiana pasażerska na dobę |
| ---- | -------------------------- |
| 2017 | 50-99                      |
| 2022 | 100-149                    |